# Belize nos Jogos Olímpicos de Verão de 2000
Belize participou dos Jogos Olímpicos de Verão de 2000 em Sydney, Austrália.